# واکنش تیشچنکو
واکنش تیشچنکو(به انگلیسی: Tishchenko reaction) یک واکنش شیمیایی آلی است که شامل گسست ناهمگن یک آلدهید در حضور یک آلکوکسید است. این واکنش به افتخار شیمیدان آلی روس، ویاچسلاو تیشچنکو، که کشف کرد آلکوکسیدهای آلومینیوم کاتالیزورهای مؤثری برای این واکنش هستند، نامگذاری شده است.
در واکنش کانیزارو مربوطه، باز مورد استفاده سدیم هیدروکسید بوده و محصول اکسایش یک کربوکسیلیک اسید و محصول احیا یک الکل است.

## تاریخچه
واکنش شامل بنزآلدهید که در آن سدیم بنزیلات به عنوان باز عمل می کرد، توسط کلایزن کشف شد. این واکنش بنزیل بنزوات تولید می کند.
آلدهیدهای قابل انولیزه شدن شرایط کلایزن را ندارند. ویاچسلاو تیشچنکو کشف کرد که آلکوکسیدهای آلومینیوم امکان تبدیل آلدهیدهای قابل انولیزه‌شدن به استرها را فراهم می کنند.

## مثال‌ها
- واکنش تیشچنکو بر روی استالدهید حلال مهم تجاری اتیل استات می دهد. واکنش توسط آلکوکسیدهای آلومینیوم کاتالیز می شود.[۵]
- واکنش تیشچنکو برای به دست آوردن ایزوبوتیل ایزوبوتیرات، یک حلال ویژه، استفاده می شود.[۶]
- هیدروکسی‌پیوالیک اسید نئوپنتیل گلیکول استر توسط واکنش تیشچنکو از هیدروکسی‌پیوالدهید در حضور یک کاتالیزور بازی (به عنوان مثال، آلومینیوم اکسید) تولید می شود.[۷]
- واکنش تیشچنکو پارافورمالدهید در حضور آلومینیوم متیلات یا منیزیم متیلات، متیل فرمات را تشکیل می دهد.[۸]
- پارافورمالدهید با بوریک اسید واکنش می دهد و متیل فرمات را تشکیل می دهد.[۹] مرحله کلیدی در سازوکار واکنش برای این واکنش یک جابجایی هیدرید-۳٬۱ در حد واسط همی‌استال است که از دو واکنش متوالی افزایشی هسته‌دوستی، اولین واکنش از کاتالیزور تشکیل شده است. جابجایی هیدرید کاتالیزور آلکوکسید را بازتولید می کند.

## موضوعات مرتبط
- واکنش بایلیس–هیلمن
- واکنش کانیزارو
- کاهش میروین–پوندورف–ورلی
- اکسایش اوپناور

## جهت مطالعه
- V. E. Tishchenko | title= О действии алкоголятов алюминия на альдегиды. Сложного-эфира конденсации, как новый вид уплотнения альдегида. |trans-title=On the effect of aluminium alkoxides on aldehydes. Ester condeNsation, as a new kind of aldehyde condensation. | journal=Журнал Русского Физико-Химического Общества (Journal of the Russian Physico-Chemical Society) | volume=38 | year=1906 | pages=355–418 | url= https://books.google.com/books?id=iy9CAQAAMAAJ&pg=PA355#}} ; 482–540. (in Russian)
- В. Е. Тищенко and Г. Н. Григорьева (V. E. Tishchenko and G. N. Grigor'eva) (1906) "О действии амальгамы магния на изомасляного альдегида" (On the effect of magnesium amalgam on isobutyric aldehyde), Журнал Русского Физико-Химического Общества (Journal of the Russian Physico-Chemical Society), 38: 540–547. (in Russian)
- М. П. Воронҝова and В. Е. Тищенко (M. P. Voronkova and V. E. Tishchenko) (1906) "О действии амальгамы магния на уксусный альдегид" (On the effect of magnesium amalgam on acetic aldehyde), Журнал Русского Физико-Химического Общества (Journal of the Russian Physico-Chemical Society), 38: 547–550. (in Russian)
- В. Тищенко (V. Tishchenko) (1899) "Действие амальгамированного алюминия на алкоголь.  Алкоголятов алюминия, их свойства и реакции." (Effect of amalgamated aluminium on alcohol. Aluminium alkoxides, their properties and reactions.), Журнал Русского Физико-Химического Общества (Journal of the Russian Physico-Chemical Society), 31: 694–770. (in Russian)